# فرستاین
فرستاین (به لاتین: Fürstein) یک کوه در سوئیس است که در کانتون ابوالدن واقع شده‌است. فرستاین ۲٬۰۴۰ متر بالاتر از سطح دریا واقع شده‌است.